# Saltos ornamentais no Campeonato Europeu de Esportes Aquáticos de 2014 - Evento por equipe
A prova do evento por equipe dos saltos ornamentais no Campeonato Europeu de Esportes Aquáticos de 2014 foi realizada no dia 18 de agosto em Berlim, na Alemanha. 

## Calendário
| Fase  | Data         | Hora  |
| ----- | ------------ | ----- |
| Final | 18 de agosto | 14:30 |

Todos os horários estão no horário local (UTC+1)

## Medalhistas
| Ouro                                        | Prata                                         | Bronze                                |
| Rússia · Viktor Minibaev · Nadezhda Bazhina | Ucrânia · Oleksandr Bondar · Yulia Prokopchuk | Alemanha · Sascha Klein · Tina Punzel |

## Resultados
Esses foram os resultados da competição.
| Pos.              | Saltador                            | Nacionalidade | Final  | Final |
| Pos.              | Saltador                            | Nacionalidade | Pontos | Pos.  |
| ----------------- | ----------------------------------- | ------------- | ------ | ----- |
| Medalha de ouro   | Viktor Minibaev Nadezhda Bazhina    | Rússia        | 416.90 | 1     |
| Medalha de prata  | Oleksandr Bondar Yulia Prokopchuk   | Ucrânia       | 409.75 | 2     |
| Medalha de bronze | Sascha Klein Tina Punzel            | Alemanha      | 390.95 | 3     |
| 4                 | Matthieu Rosset Laura Marino        | França        | 374.85 | 4     |
| 5                 | Michele Benedetti Noemi Batki       | Itália        | 369.60 | 5     |
| 6                 | Vadim Kaptur Alena Khamulkina       | Bielorrússia  | 335.50 | 6     |
| 7                 | Cătălin Cozma Mara Aiacoboae        | Roménia       | 332.60 | 7     |
| 8                 | Johannes van Etten Celine van Duijn | Países Baixos | 264.30 | 8     |